# Gottesacker (Kleinwalsertal)

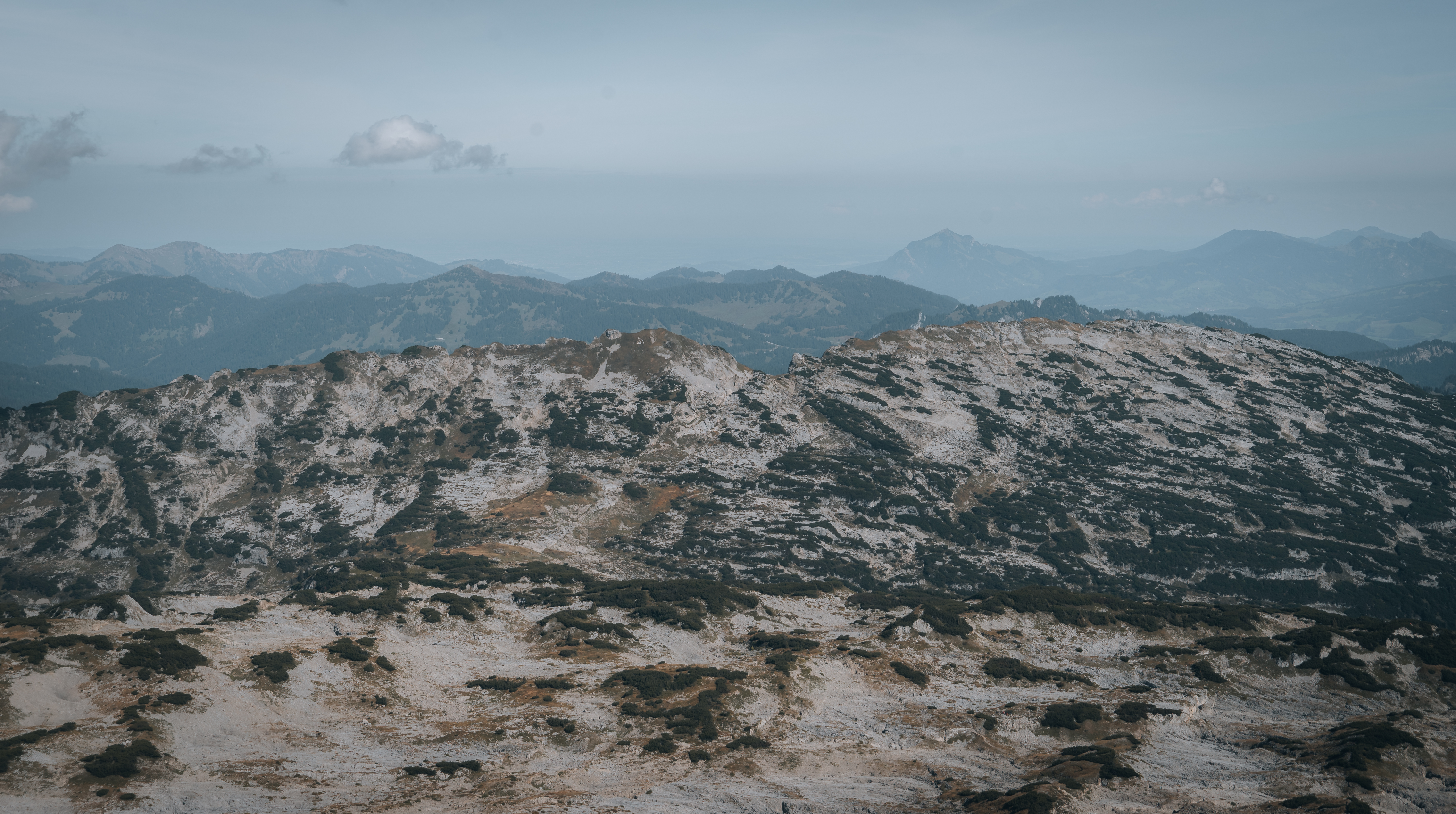
Gottesackerplateau, Blick vom Hohen Ifen, Oktober 2021

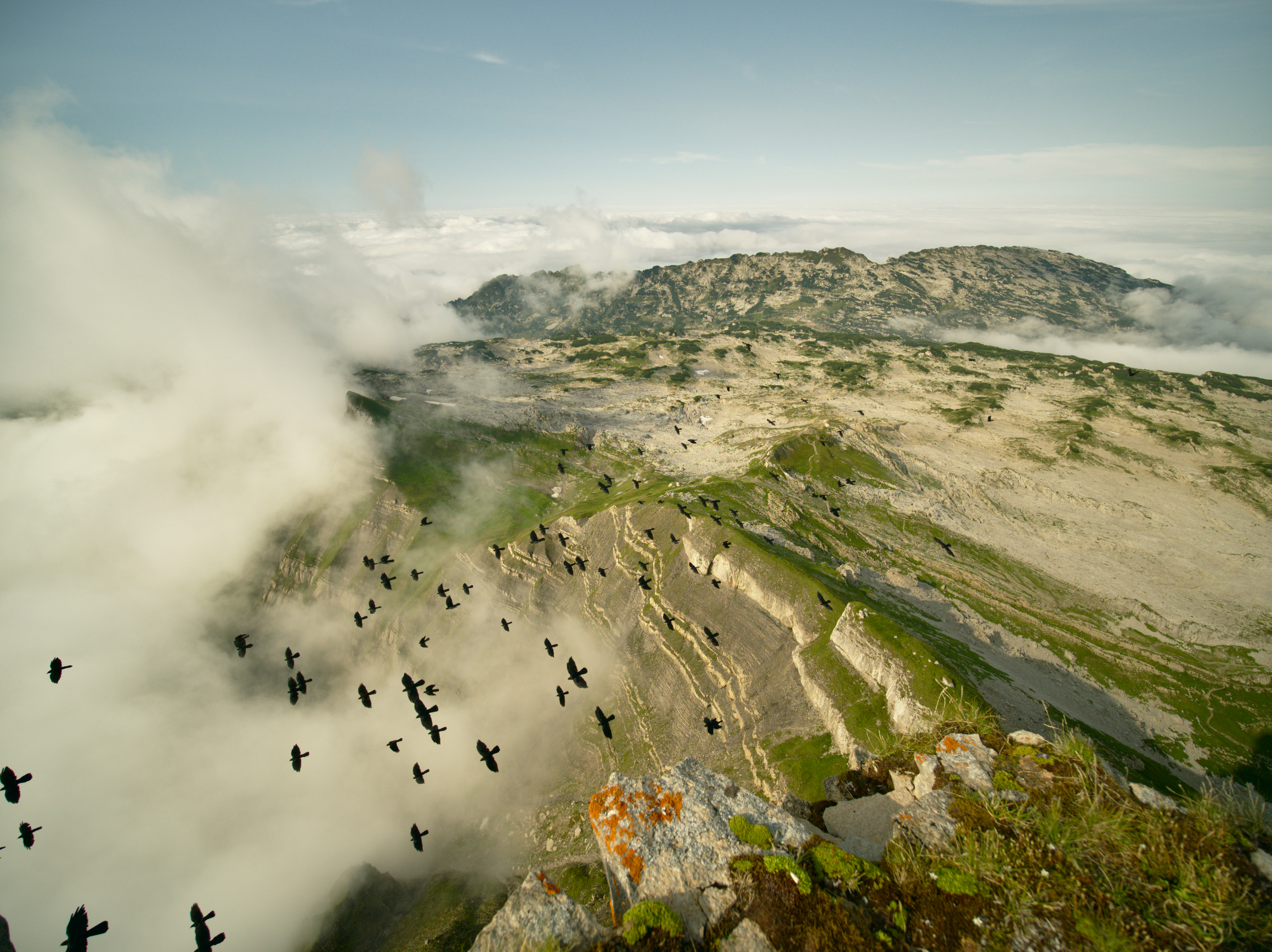
Gottesackerplateau mit Alpendohlen vom Gipfel des Hohen Ifens aus gesehen

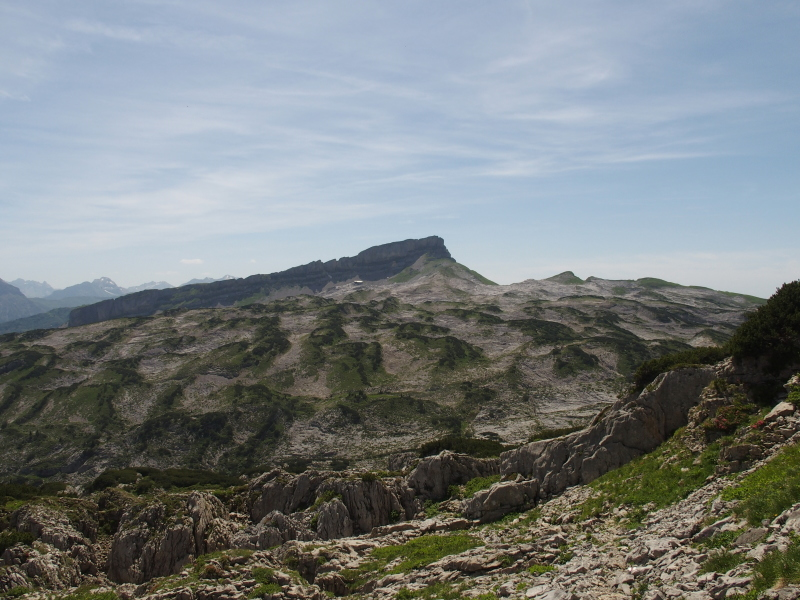
Gottesacker und Hoher Ifen, Blick von der Gottesackerscharte

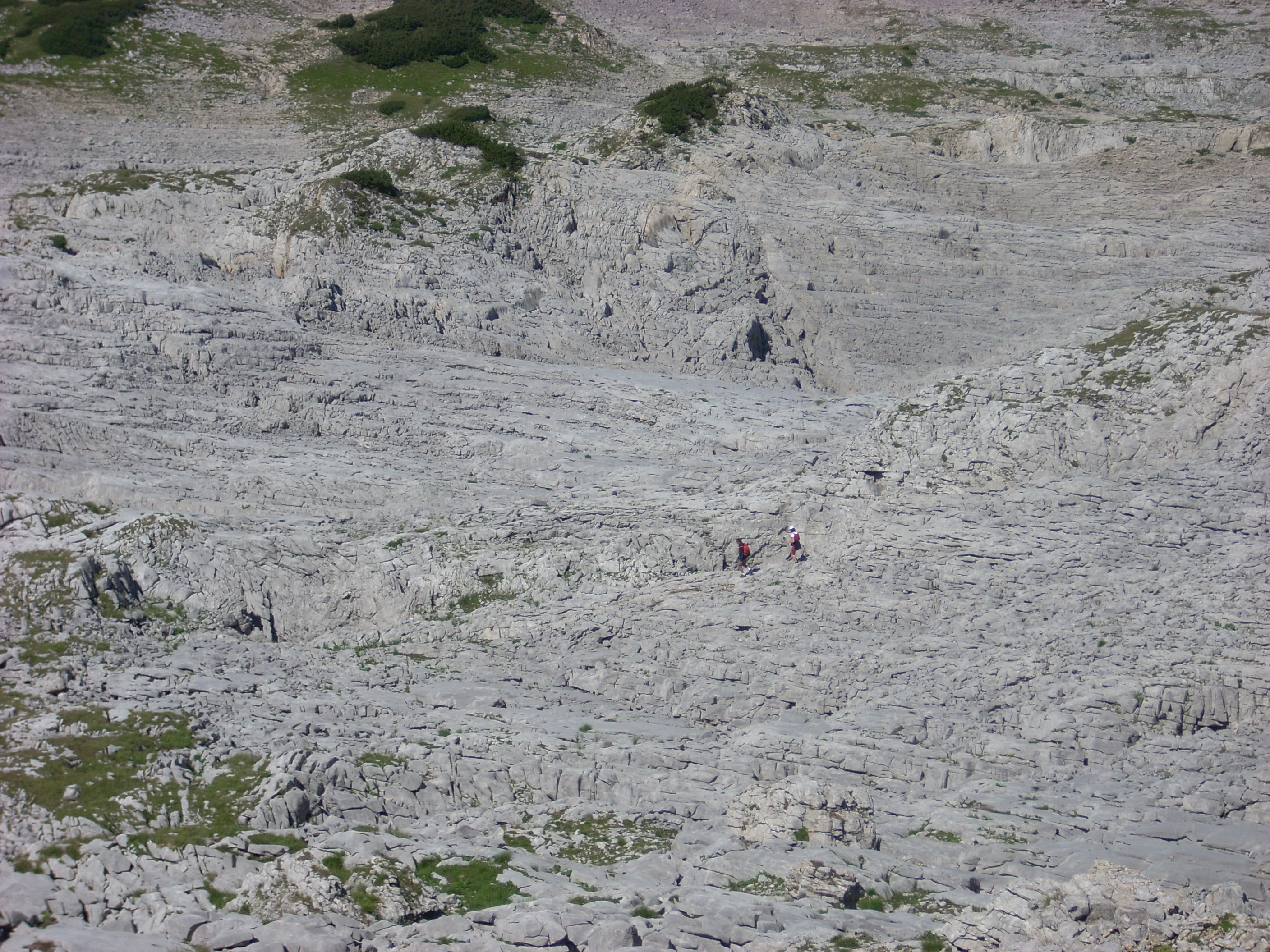
Größenvergleich: Mensch-Gottesacker

Das Gottesackerplateau ist eine unter Naturschutz stehende Karstlandschaft an der nordwestlichen Grenze des Kleinwalsertals in der Nähe des Hohen Ifens.

## Geographie
Der Gottesacker wird in die Unteren (1858 m ü. NHN) und die Oberen Gottesackerwände (2033 m ü. NHN) unterteilt. Das Massiv des Oberen Gottesackers wird – von Riezlern aus betrachtet – auch „Sonnenberg“ genannt. Ein vom Hohen Ifen ausgehend durch geradlinige Strahlen zu den Oberen Gottesackerwänden und zum Palus-Wasserfall begrenzter Abschnitt gehört zum deutschen Landkreis Oberallgäu, während der Rest des Gottesackers im österreichischen Bundesland Vorarlberg liegt.

## Geologie
Geologisch besteht das Gottesackerplateau aus dem zum Helvetikum gehörenden verkarsteten Schrattenkalk aus der Kreidezeit. Im Karst entstanden zahlreiche Höhlen wie die 77 Meter tiefe Schachthöhle „Hölloch“. Niederschläge und Schneeschmelze haben so genannte Karren an der Plateauoberfläche herausgearbeitet. Das Wasser fließt unterirdisch zu Karstquellen ab.
Über das Plateau verläuft die Europäische Hauptwasserscheide zwischen Rhein und Donau. Der westliche Teil entwässert über die Subersach zum Rhein. Die meisten Karstquellen liegen hier im Tal der Subersach zwischen dem Vorsäß Schönenbach und Sibratsgfäll. Eine Quelle bei der Schneckenlochhöhle schüttet zeitweise stark. Die Quellen für den Ostteil liegen in der Regel am Breitach-Zufluss Schwarzwasserbach. Im Tal des Schwarzwasserbachs liegt die vermutlich größte Estavelle der Alpen, die zeitweise als Schwinde des Schwarzwasserbachs, zeitweise als Karstquelle fungiert.

## Flora und Fauna
Das Plateau ist Heimat seltener Pflanzenarten.